# Korunková
Korunková (allemand : Kronberg ) est un village de Slovaquie situé dans la région de Prešov.

## Histoire
Première mention écrite du village en 1408.

## Démographie

### Évolution de la population
| Année:               | 1994. | 2004.    | 2014. | 2024.    |
| -------------------- | ----- | -------- | ----- | -------- |
| Nombre de personnes: | 120   | 100      | 93    | 59       |
| Différence:          |       | -16,66 % | -7 %  | -36,55 % |

| Année:               | 2023. | 2024. |
| -------------------- | ----- | ----- |
| Nombre de personnes: | 59    | 59    |
| Différence:          |       | +0 %  |